# Combat Support Wing
Combat Support Wing (CSW), var en enhed underlagt Flyvevåbnet. Enheden var placeret på Flyvestation Karup, i Midtjylland, men havde desuden fotografer og teknikere fast placeret på Flyvestation Aalborg og Flyvestation Skrydstrup.

## Historie
Den 1. januar 2006 blev Combat Support Wing officielt oprettet, som en enhed under Flyvevåbnet. Siden da har enheden deltaget i adskillige internationale missioner. Bl.a. har enheden været udstationeret på Kandahar Air Field, hvor enheden arbejdede med sikring og bevogtning. Dette inkluderede op- og udbygning af basen samt, at skulle servicere de fragtfly, som ankom til Kandahar Air Field.
Combat Support Wing består af en stab og 3 eskadriller; 615, 660, og 680. Tidligere har Combat Support Wing bestået af 5 eskadriller. Pr. 1. oktober 2009 overgik Eskadrille 690 til Aalborg Transport Wing. I 2010 blev Eskadrille 691 nedlagt som selvstændig eskadrille, opgaver og personel blev overført til Eskadrille 660.
Wingen blev nedlagt i november 2014 hvor størstedelen af wingens eskadriller og funktioner blev overført til Helicopter Wing Karup og andre blev overført til værnsfælles funktioner.

## Eskadrille 615
Communications Squadron – varetager kommunikation både i Karup og som udsendt. Eskadrille 615 Combat leverer, etablerer og driver kommunikationslinjerne og IT-systemerne til hele Forsvaret. Både i forbindelse med øvelser, internationale operationer og i den daglige rutine. ESK 615 parabolpark på Flyvestation Karup sikrer kommunikationen mellem Søværnets skibe i Nordatlanten eller hos Hærens soldater i Afghanistan. Under Eskadrille 615 er også fototjenesten, der står for tekniske fotos, pressefotos og efterretningsfotos. 

## Eskadrille 660
Air Mobile Protection Recovery, den består af Flyvevåbnets combi-hunde, security force og sanitetstjeneste (FAE).
Enheden har til hovedopgave at sikre fly, flybaser og flyve personnel recovery. ESK 660 løser en række opgaver i samarbejde med sikringsstyrker og særlige tjenestehunde kan bevogte og aktivt håndhæve sikkerheden. ESK 660 har været i Irak, Kuwait, Afghanistan og Mali. ESK 660 sikringsstyrker har ligeledes fungeret som livvagter og havde en mindre enhed der varetog sikringen af Kandahar Lufthavn 2007-08 i Afghanistan.
Flyvevåbnets sanitetsenhed som bl.a. uddanner og opstiller sanitetspersonel til internationale missioner, ikke kun til Flyvevåbnet men også til Hæren og Søværnet. Enheden kan opstille en skadestue, overvågning af op til 12 patienter og 4 ambulancegrupper. Enheden råder over to mobile klinikker. Klinikkens små containere med medicinsk udstyr og præparater, står færdigpakkede i Danmark og er klar til udsendelse. Detachementets læge, der også er specialiseret i traumer, kan lave det meste af hvad en hospitalsskadestue kan. Enhedens soldater er alle uddannede sygepassere, og skal som minimum består PHTLS prøven for at være i enheden. Enheden har materiel til at stabilisere en patient. De har mulighed for at give ilt, blodfortyndende medicin, dræn til lungerne, tilslutte respirator. Altså regulær lægebehandling, inden patienten kommer under behandling på hospitalet. De har ligeledes 20 specialuddannede læger/sygeplejersker, der kan redde liv i akutte situationer. De afhenter patienter ved uheldsstedet, holder patienten i live under transporten til lands eller i luften, de fungere som skadestuepersonale, og de gør patienten klar til videre transport. enheden opsætter mindre infirmerier og skadestuer på fremskudte baser, og kan med sin ekspertise også deltage ved natur- og humanitære katastrofer.

## Eskadrille 680
Aerial Port Squadron – er logistikcenteret, der forsyner de øvrige enheder med alt fra håndvåben til avanceret IT-udstyr. ESK 680 klargør våben og udstyr inden afsendelse. Serviceelementet har jordudstyr, specialkøretøjer og eget autoværksted, der er tankvogne og specialvogne. Air Port servicefolkene kan læsse fly med alt muligt, stuve det korrekt og styre en gods- og passagerterminal i Kabul International Airport. Construction Team kan opbygge en flybase med alt fra startbaner til pigtrådshegn, bygge og vedligeholde en luftbase og løse små operative opgaver i lejren.

## Fodnoter og eksterne henvisninger
- CSWs hjemmeside